# Misal romano

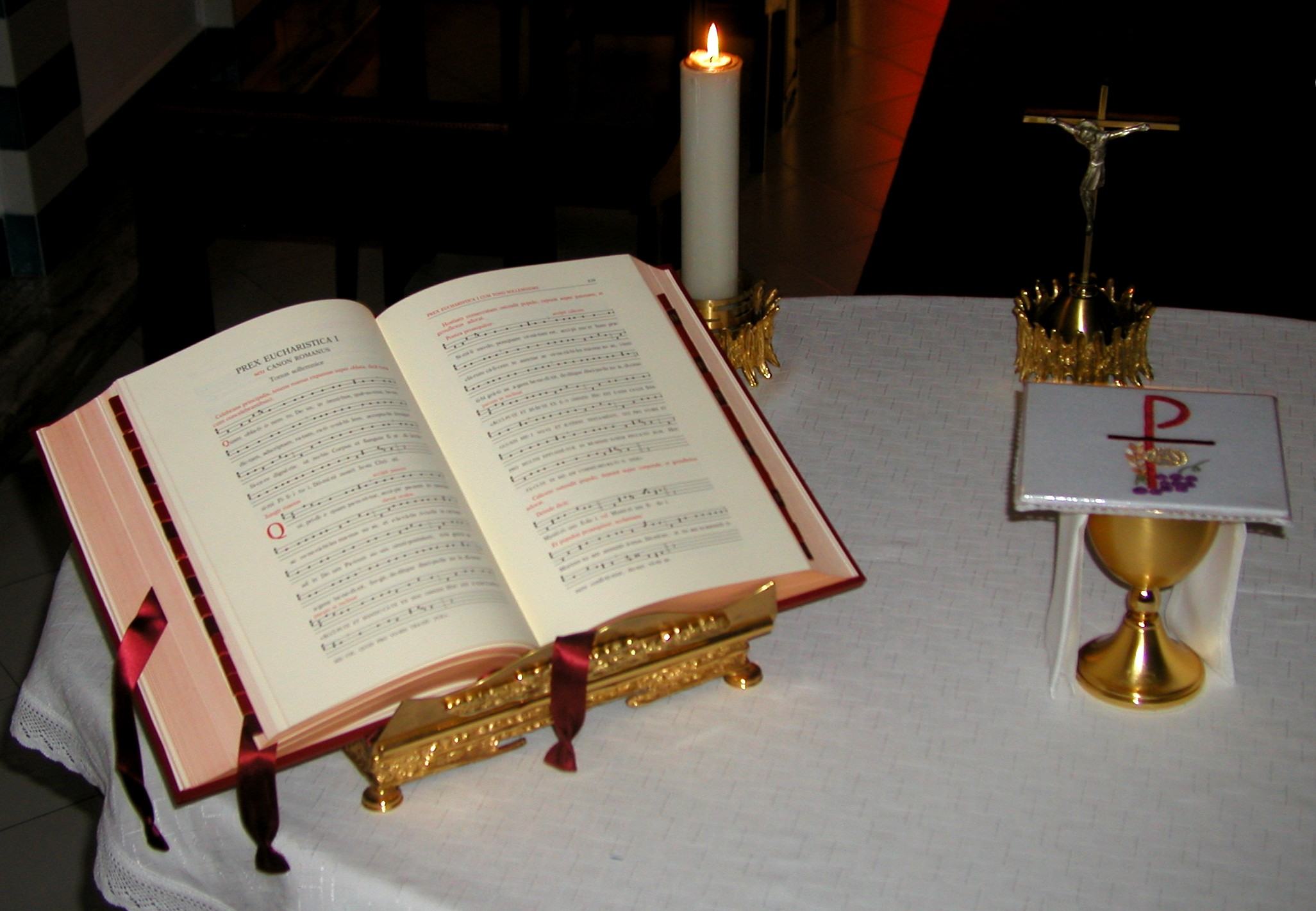
Misal romano (San Pablo VI) 3ª edición 2002.

El Misal romano (en latín, Missale Romanum) es el libro litúrgico de la Iglesia católica que contiene las ceremonias, oraciones y rúbricas para la celebración de la misa en el rito romano.
Se le llama «romano» porque es el oficial del rito romano. Por ello, es el misal de uso más extendido dentro de la Iglesia católica. El mismo consta de tres partes: el Ordinario de la Misa, con las oraciones de cada día; el santoral y las Misas votivas, y Misas de difuntos. Aunque escrito en latín, la lengua oficial de la Iglesia, ha sido aprobado por todas las conferencias episcopales una versión en las lenguas vernáculas.
La edición actual del misal, publicada por el papa Pablo VI en 1970, junto con los demás libros litúrgicos  promulgados tras el Concilio Vaticano II, es la única expresión de la lex orandi del rito romano. No obstante, la actual normativa eclesiástica permite autorizar el uso de la liturgia romana anterior bajo ciertas condiciones.

## Historia

### Orígenes del Misal romano
Mucho antes de la Alta Edad Media, varios libros se utilizaron para la celebración de la misa, entre ellos el sacramental (con  las oraciones) y el leccionario. Poco a poco, aparecieron manuscritos que incorporaron todas estas partes en su conjunto en un libro que se llama Missale plenum, es decir, el Misal plenario, completo. También se publicaron misales reducidos como libros de piedad, para uso de los feligreses. Estos eran de menor tamaño y muchas veces contenían no las misas de todo el año sino solamente las de los domingos y festivos.

### La codificación de San Pío V

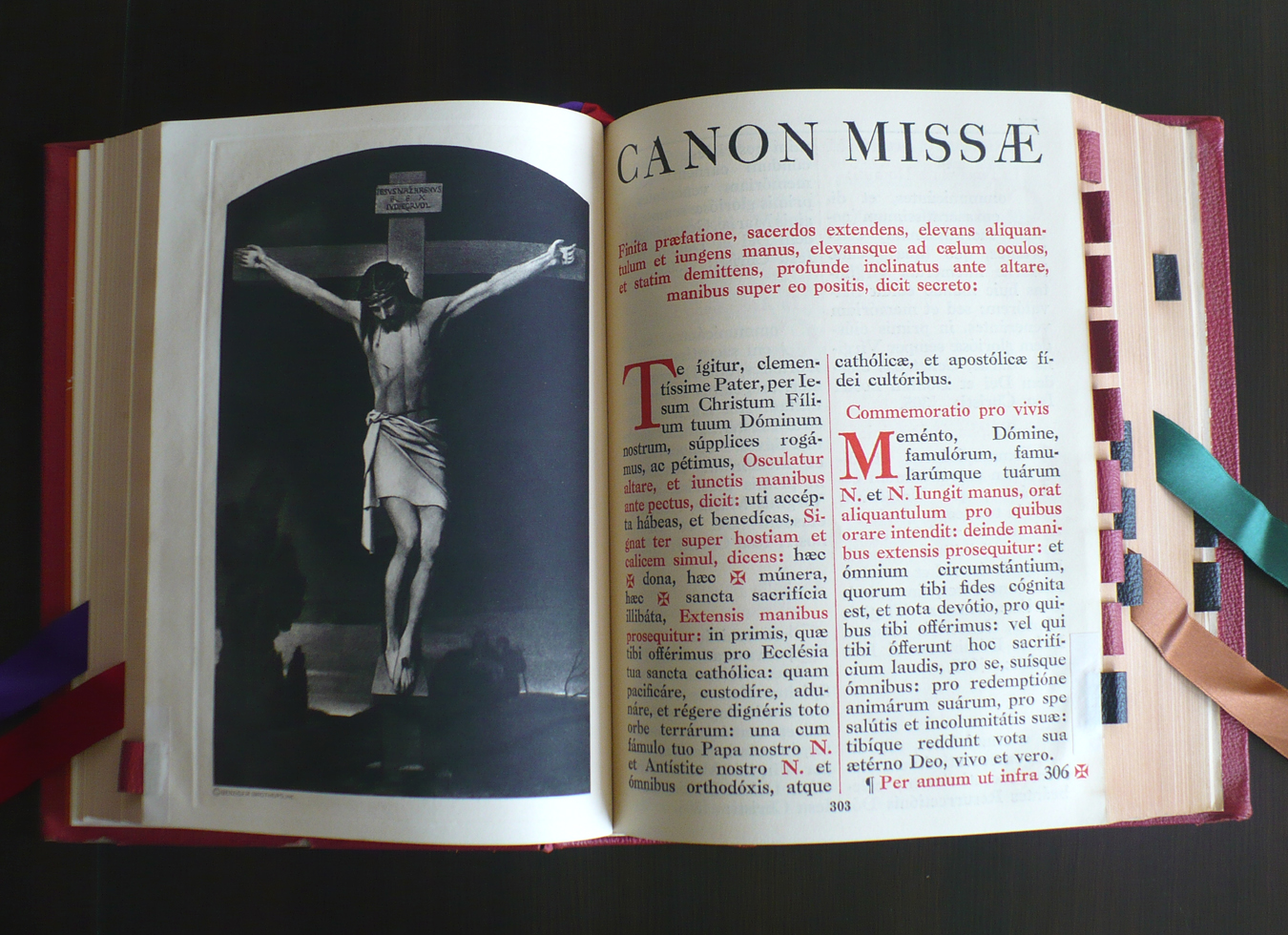
Canon del Misal romano edición de 1962.

La codificación del Misal romano se debe a la iniciativa del Concilio de Trento, siendo promulgado en 1570 por el Papa san Pío V con la Bula Quo primum tempore. Hubo pequeñas reformas a lo largo de los siglos hasta el Concilio Vaticano II, incluso durante este.

### Reformas del Misal romano
Los siguientes papas hicieron pequeñas modificaciones como la inclusión de nuevos santos y algunos prefacios y modificaciones de la rúbricas:
- Clemente VIII con el Breve "Cum Sanctissimum" el 7 de julio de 1604.
- Urbano VIII con la Bula "Si quid est" el 2 de septiembre de 1634.
- Pio X con la Constitución Apostólica "Divino afflatu" (sobre el Breviario) del 1 de noviembre de 1911 y el "Inter pastoralis officii sollicitudines" del 1903 (sobre el canto gregoriano) introdujo novedades que influenciaron también el contenido del Misal romano, al que fue agregada una nueva sección Additiones et variationes in rubricis Missalis.
- Pío XII en 1948 instituyó una comisión para la reforma litúrgica. Esta comisión, cuyo secretario fue Annibale Bugnini, tuvo 12 años de existencia. El 9 de febrero de 1951 Pío XII publicó el decreto Dominicae Resurrectionis y el 16 de noviembre de 1955 Maxima Redemptionis por los cuales modificó profundamente con nuevos textos los ritos de la Semana Santa y de la Vigilia Pascual.
- Juan XXIII hizo una reforma a las rubricas con el decreto Rubricarum instructum del 25 de julio de 1960 y insertó en el canon de la misa el nombre de San José.
- El Concilio Vaticano II publicó la Constitución Sacrosanctum Concilium el 4 de diciembre de 1963 bajo aprobación del papa.
- Pablo VI con la Constitución Apóstolica Missale Romanum el 3 de abril de 1969 continuó la reforma iniciada durante el Concilio Vaticano II. Esta reforma recupera algunas características de la misa del rito romano de los primeros siglos que habían caído en desuso con posterioridad. Así se recuperó la oración de los fieles (atestiguada desde el siglo iii) que cayó en desuso a partir del v y de la que sólo quedaba en uso la del Viernes Santo y la palabra Oremus en las misas de todos los días); se recuperó el orden de tres lecturas en la misa; se introducen varias plegarias eucarísticas, entre las que hay que destacar la II, derivada de la que aparece en la  Traditio Apostolica de Hipólito de Roma, y la III, basada en la anáfora del rito antioqueno. En el 1970 apareció la nueva edición del Misal romano que incorporó las modificaciones anunciadas en 1969. Además aparecieron versiones oficiales en las lenguas vernáculas, surgiendo ediciones bilingües.
- Existen dos adaptaciones del Misal romano con variantes para los llamados Uso Anglicano y Uso del Zaire autorizados por la Santa Sede. El primero fue aprobado en 1984 para los Ordinariatos personales integrados por conversos del anglicanismo e incorpora elementos del antiguo rito de Sarum, del English Missal y de las versiones de 1928 y 1979 del Libro de Oración Común anglicano y por supuesto, del Misal romano. El segundo es una variación inculturada congoleña usada de forma muy limitada en algunos países africanos desde finales de la década de 1970.
- Benedicto XVI con el motu proprio Summorum Pontificum, estableció que podía usarse tanto el Misal promulgado por San Pío V, y revisado por Juan XXIII (es decir, la edición 1962 del Misal romano) como el Misal romano de Pablo VI y Juan Pablo II, del que la más reciente edición era de 2002.
- Francisco con el motu proprio Traditionis custodes, publicado el 16 de julio de 2021, junto con una carta al episcopado, decidió derogar el motu proprio Summorum Pontificum de Benedicto XVI así como todas las disposiciones contrarias. Ahora, la facultad de celebrar misa según el Misal de 1962 pasa a ser decisión de cada Obispo. El pontífice mencionó como la principal razón de esta decisión el evitar que el uso pastoral de este misal deviniera en acciones ideológicas.[2]

Mientras que el Misal de 1962 debe ser empleado únicamente en la lengua litúrgica universal de la Iglesia latina —el latín—, el Misal de Pablo VI y Juan Pablo II puede usarse tanto en latín como en cualquiera de las lenguas vernáculas en las que existe una traducción aprobada por la Santa Sede.

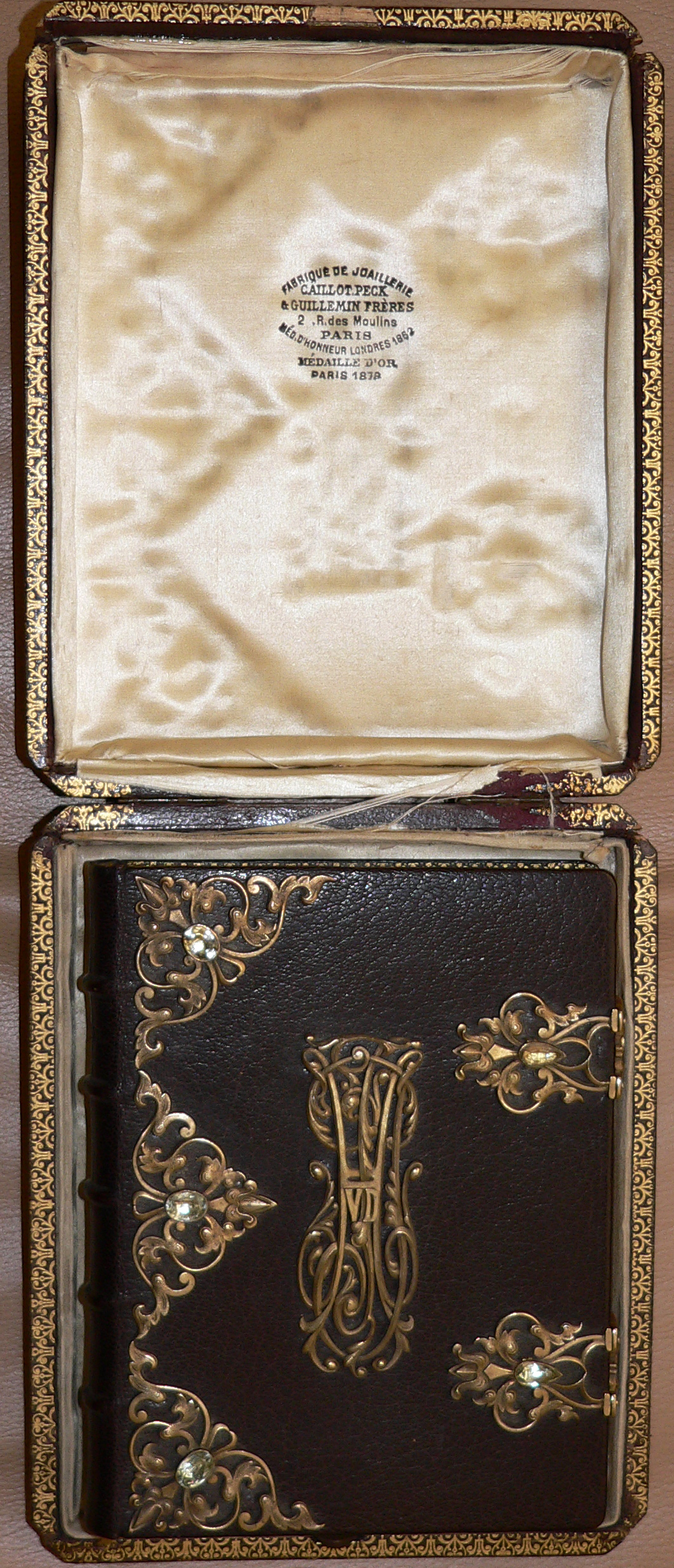
Misal devocionario del rito romano de 1889, utilizado por los fieles para seguir la Santa Misa.

## Estructura del Misal de Pablo VI
El Misal romano está dividido en el "Propio de cada tiempo" y "Propio de los Santos", y en el Ordinario de la Misa.
Se pasó de tener un Canon Romano a tener 4 Plegarias Eucarísticas.
Se suprimió el salmo 43, Iudica me Deus, al pie del altar que se rezaba al comenzar la misa. 
Se recuperó la Lectura del Antiguo Testamento en sección primera, se hizo "Responsorial" el Gradual (Salmo) y se colocó en segunda sección la lección de las Epístolas. Se recuperó también la primitiva Oración de los fieles  (Plegaria Universal) pero se cambió absolutamente el Ofertorio asemejándola a la Pésaj hebrea. 
Se suprimió el "Último Evangelio" que se leía al final de la Misa y las "Oraciones Leoninas" aunque la Oración a san Miguel arcángel continúa vigente para la práctica de los fieles posterior a la Antífona final a la Virgen.

## Críticas a un proyecto non definitivo
Una crítica a un proyecto de la reforma de 1969 del Misal Romano fue formulada por un grupo de teólogos encabezados por el Arzobispo francés Marcel Lefebvre y que en su momento hicieron suya los cardenales Antonio Bacci y Alfredo Ottaviani. El trabajo del grupo se cristalizó en el texto conocido como Breve examen crítico del Novus Ordo Missæ o intervención de Ottaviani en el cual se enumeran metódicamente unas críticas al nuevo Ordinario de la misa (en latín novus Ordo Missae). En respuesta se retocó ligeramente el texto de la Institutio Generalis Missalis Romani (Instrucción General del Misal Romano) añadiendo una vez la palabra "sacrificio" para definir a la celebración y el término "transubstanciación" para designar a la consagración de la Eucaristía, la que fue incluida en la primera edición típica del Misal Romano revisado que apareció en 1970.